# 박예원
박예원(1982년 ~ )은 대한민국 KBS의 기자이다.

## 학력
- 1997년 ~ 1999년 : 경기 수원영생고등학교
- 2000년 ~ 2004년 : 연세대학교 국어국문학과 학사 (2000학번)

## 경력
- 1999년 : 도전! 골든벨 《경기 수원영생고등학교 편》 참가 (독립편성으로서의 첫 방송)으로 참가 시절 당시 참가(KBS 2TV) (1999년 9월 3일 방송분)
- 2006년 ~ : KBS 32기 공채 기자
- KBS 보도본부 사회부 기자
- KBS 보도본부 국제부 기자
- KBS 보도본부 경제부 기자

## 진행
- KBS 1TV : KBS 뉴스 12 (2015년 11월 30일 ~ 2016년 12월 16일)
- KBS 2TV : 통합뉴스룸 ET (임시 진행, 2021년 9월 15일)
- KBS 1TV : KBS 뉴스광장 (임시 진행, 2025년 7월 28일 ~ 8월 1일)